# Camera dei rappresentanti (Egitto)
La Camera dei rappresentanti (in arabo مجلس النواب‎?, Majlis al-Nuwwāb) è la camera bassa del Parlamento egiziano; istituita nel 2014 come assemblea unicamerale, dal 2019 è affiancata dal Senato, che costituisce la camera alta.

## Formazione
Prevista dalla Costituzione del 2014, la Camera dei rappresentanti succede all'Assemblea del popolo e si compone di almeno 450 deputati; è eletta per un mandato quinquennale, ma può essere sciolta anticipatamente dal Presidente della Repubblica.
Tra i requisiti richiesti dalla Costituzione per l'elettorato passivo figurano la nazionalità egiziana, il raggiungimento di almeno 25 anni d'età e il possesso di un titolo di studio. Il Presidente della Repubblica può nominare fino al 5% dei parlamentari.
Quanto al sistema di elezione, l'iniziale sistema uninominale a doppio turno è stato mitigato nel 2019, quando è stato introdotto, per l'attribuzione della metà dei seggi, il sistema proporzionale.